# 代根多夫
代根多夫（德語：Deggendorf，發音：[ˈdɛɡn̩ˌdɔʁf] ⓘ）是德国巴伐利亚州下巴伐利亚行政区代根多夫县的城市，也是代根多夫县的县治，面积77.14平方千米，2023年12月31日人口为35,757人。